# أناتولي شفتشينكو
أناتولي شفتشينكو (12 مارس 1987 في روسيا - ) (بالروسية: Анато́лий Алекса́ндрович Шевче́нко)‏ هو لاعب كرة قدم روسي في مركز الهجوم. لعب مع نادي كراسنودار وFC Chernomorets Novorossiysk ‏ وطوربيدو أرمافير ‏ وFC Stavropol ‏.

## وصلات خارجية
- أناتولي شفتشينكو على موقع قاعدة بيانات كرة القدم.إي يو (الإنجليزية)